# Artur Vader
Artur Vader (russisch Арту́р Па́влович Ва́дер Artur Pawlowitsch Wader; * 16. Februar 1920 in Gorbowo, Gouvernement Witebsk, heute Wizebskaja Woblasz, Belarus; † 25. Mai 1978 in Tallinn, Estnische SSR) war ein kommunistischer Politiker Estlands.

## Leben und Wirken
Artur Vader wurde als Sohn eines Landwirts estnischer Herkunft geboren. Von 1939 bis 1941 war er Komsomol-Funktionär und Direktor einer Berufsschule in Moschaisk bei Moskau. Zu Beginn des Großen Vaterländischen Krieges wurde er zum Militärdienst eingezogen und 1942 bei Moskau (nach anderen Angaben 1943 bei Woronesch) schwer verwundet und demobilisiert. 1943 trat Vader in die Kommunistische Partei der Sowjetunion (KPdSU) ein. Ab 1943 war er als stellvertretender Leiter einer Mechaniker-Technikums (Berufsschule) in Moskau eingesetzt, von 1945 bis 1948 als Direktor des „All-Unions-Lehrkombinates“ des Volkskommissariats (Ministeriums) der Textilindustrie, bevor er seine Karriere in der Parteiarbeit begann.
Vader wurde auf Grund seiner estnischen Abstammung in der Estnischen SSR eingesetzt und zunächst Zweiter Sekretär eines Stadtbezirkskomitees der Kommunistischen Partei Estlands (EKP) in Tallinn, von 1950 bis 1952 Erster Sekretär des Rajonkomitees Harju. Von 1952 bis 1959 bekleidete er in Tallinn das Amt des Stadtsekretärs der EKP. 1954 erwarb er einen Fernabschluss der Höheren Parteischule des Zentralkomitees der KPdSU. Von 1954 bis 1958 war Vader außerdem Mitglied der Revisionskommission der Estnischen Kommunistischen Partei.
1959 wechselte er in den Apparat des Zentralkomitees der KPdSU der Moskau und war dort Instrukteur der Abteilung für Parteiorgane des ZK in den Unionsrepubliken, bevor er 1963 nach Estland zurückkehrte. Von Januar 1963 bis Januar 1964 war Vader Sekretär des Zentralkomitees der EKP und stellvertretender Vorsitzender des Ministerrats der Estnischen SSR, zugleich Vorsitzender des Kontrollkomitees der beiden Gremien. Von 1964 bis Februar 1971 war er Zweiter Sekretär des Zentralkomitees der EKP, danach bis zu seinem Tod 1978 Mitglied des Zentralkomitees der EKP. Vom 22. Dezember 1970 bis zu seinem Tod am 25. Mai 1978 war Artur Vader Vorsitzender des Präsidiums des Obersten Sowjets der Estnischen Sozialistischen Sowjetrepublik und als solcher ab 1971 zugleich einer der stellvertretenden Vorsitzenden des Präsidiums des Obersten Sowjets der UdSSR.
Bereits seit 1966 war Vader zudem Kandidat des Zentralkomitee der KPdSU, 1971 wurde er Mitglied des Zentralkomitees. 1972 erwarb er den Titel eines Kandidaten der Geschichtswissenschaften (entsprechend Doktor).
Artur Vader ist auf dem Tallinner Waldfriedhof begraben.

## Werk
Vader verfasste mehrere Sachbücher, vorwiegend zu politischen Themen. Eines von ihnen, zur Stellung Estlands innerhalb der Sowjetunion, wurde auch ins Finnische und Englische übersetzt (Equal among Equals, 1974).

## Auszeichnungen
Artur Vader wurde 1965 mit dem Leninorden, 1973 mit dem Orden der Oktoberrevolution sowie mit weiteren Orden und Medaillen ausgezeichnet. Im September 1978 erhielt eine Schule in Saku seinen Namen (heute Gymnasium Saku).